# Rostislav Krhut
Rostislav Krhut (* 1971) je český soudce, odborník na insolvenční právo.
Vystudoval Právnickou fakultu Masarykovy univerzity v Brně, soudcem je od roku 1997, kdy začal působit u Krajského obchodního soudu v Ostravě. Po spojení obchodního soudu s Krajským soudem v Ostravě se stal jeho soudcem a od roku 2002 pak i jeho místopředsedou. K jeho největším případům patří konkurs Union banky (75 000 věřitelů, majetek cca 6 mld. Kč).
Je Právníkem roku 2013 v kategorii Insolvenční právo, členem INSOL Europe a byl dlouholetým členem speciální skupiny expertů na insolvenční právo S22 při Ministerstvu spravedlnosti. V letech 2019–2022 absolvoval tříletou stáž u Nejvyššího soudu ČR.